# Сура Аль-Каусар
Сура Аль-Каусар (араб. سورة الكوثر‎) або Достаток — сто восьма сура Корану. Мекканська, містить 3 аяти.

1. Воістину, дарували Ми тобі достаток!
2. Тож молися Господу своєму та жертвуй!
3. Воістину, той, хто ненавидить тебе — сам безплідний!